# Nahuel Rucá
Nahuel Rucá is een plaats in het Argentijnse bestuurlijke gebied Mar Chiquita in de provincie Buenos Aires. 